# Pieter Nieuwland

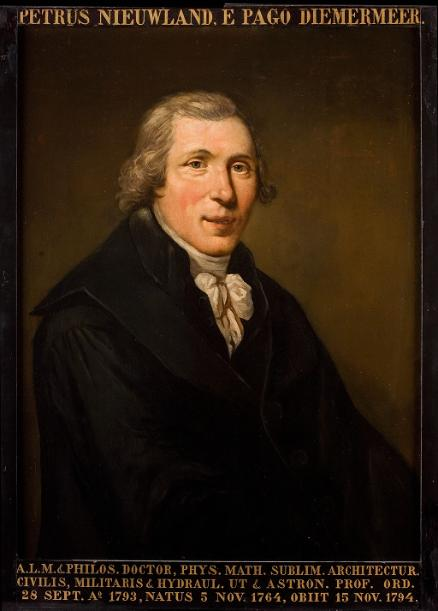
Retrato del profesor de la Universidad de Leiden Pieter Nieuwland de 1793-1794, en las Colecciones Especiales de la Biblioteca de la Universidad de Leiden.

Pieter Nieuwland (5 de noviembre de 1764, Diemermeer - 14 de noviembre de 1794, Leiden ) fue un científico náutico, químico, matemático y poeta holandés. Durante su vida fue conocido como un niño prodigio y se le ha llamado el Isaac Newton holandés. 

## Primeros años y estudios
Nieuwland nació como hijo del carpintero Barend Nieuwland (que entonces ya tenía 56 años) y su esposa Marretje Klinkert. Ya desde muy pequeño tenía una gran curiosidad y una gran memoria. Su padre empezó a enseñarle matemáticas, pero el joven Pieter pronto superó a su padre, y el matemático Henricus Aeneae continuó su educación  
Nieuwland ya escribía poemas a los siete años, y su genio llamó la atención de los acaudalados hermanos De Bosch, que tenían una casa de campo en el Watergraafsmeer. Se erigieron en mecenas del niño, financiaron sus estudios en el Ateneo Ilustre de Ámsterdam y Jerónimo de Bosch le enseñó latín personalmente. 
En el Ateneo siguió las clases del catedrático de Literatura Herman Tollius, tradujo varias obras griegas y latinas al neerlandés y escribió y defendió una tesis sobre el filósofo estoico Cayo Musonio Rufo. Tras su formación en el Ateneo, estudió en la Universidad de Leiden. 

## Carrera académica
En 1788 Nieuwland publicó su primer poemario. En 1789 se convirtió en lector de matemáticas, astronomía y ciencias náuticas en la Universidad de Ámsterdam.A finales de 1790, ayudó a fundar la Gezelschap der Hollandsche Scheikundigen ("Sociedad de Químicos Holandeses"), un grupo que sólo duró diez años, pero que prestó un temprano apoyo al trabajo de Antoine Laurent Lavoisier en química. Entre los demás fundadores figuraban Nicolaas Bondt, el comerciante Adriaan Paets van Troostwijk y el médico Jan Rudolph Deiman. 
El 24 de julio de 1791, Nieuwland se casó con Anna Hartigina Pruijssenaar (nacida el 27 de julio de 1770). Anna murió sólo 9 meses después en el parto, el 29 de marzo de 1792, mientras que su hija recién nacida falleció dos días después. Este triste suceso inspiró a Nieuwland uno de sus poemas más conocidos, Ter Gedachtenisse van mijne Echtgenoote ("En memoria de mi esposa"). Para suavizar el golpe, la Universidad de Ámsterdam le concedió un permiso para viajar a Alemania ese verano. Visitó, entre otros, a Franz Xaver von Zach, con quien realizó en septiembre algunos estudios topográficos en los alrededores de Gotha.
El 1 de junio de 1793, Nieuwland fue nombrado profesor de matemáticas, física y astronomía en la Universidad de Leiden.Ese año también publicó un libro sobre ciencias náuticas. Antes o alrededor de esa fecha, Nieuwland había encontrado el cubo más grande que puede pasar a través de un agujero en un cubo unitario, un problema que había sido planteado 100 años antes por el príncipe Rupert del Rin y al que el matemático inglés John Wallis había dado una solución inferior. La solución de Nieuwland se encontró entre sus papeles después de su muerte, y fue publicada en 1816 por su mentor Jan Hendrik van Swinden.
Después de cinco días de una enfermedad grave y repentina,  Nieuwland murió el 14 de noviembre de 1794. Fue enterrado en Diemen el día 24, ocasión en la que van Swinden pronunció un extenso panegírico.  

## Legado
El Proyecto de Genealogía de Matemáticas cita a Nieuwland como asesor doctoral de un estudiante de Leiden, Simon Speijert van der Eyk, a través del cual tiene más de 600 descendientes académicos. 
En su lugar de nacimiento, la escuela secundaria Pieter Nieuwland College lleva su nombre. 

## Otras lecturas
- Spaans, L. (1986), Pieter Nieuwland en de Watergraafsmeer (en neerlandés), Pieter Nieuwland College.